# Mesat Jaya
Mesat Jaya is een bestuurslaag in het regentschap Lubuklinggau van de provincie Zuid-Sumatra, Indonesië. Mesat Jaya telt 4304 inwoners (volkstelling 2010).